# Бабо-Ларибьер, Леонид
Франсуа-Сатурнен-Леонид Бабо-Ларибьер (фр. François-Saturnin-Léonide Babaud-Laribière; 5 апреля 1819, Конфолан, — 25 апреля 1873, Перпиньян) — французский политик, великий мастер Великого востока Франции.

## Биография
После изучения права в Пуатье, был адвокатом в Лиможе. Сотрудник многих республиканских журналов 1840-х годов, он выступил в качестве республиканского деятеля во время революции 1848 года, был назначен комиссаром республики в департаменте Шаранта, но во время империи Наполеона III отошёл от общественной деятельности. В 1870 году был избран великим мастером Великого востока Франции. Правительство национальной обороны назначило его префектом департамента Шаранты, Тьер перевёл его в Перпиньян, где он и умер.

## Сочинения
- «Histoire de l’Assamblée nationale constituante» (2 т., 1850);
- «Études historiques et administratives» (2 т., 1863):
- «Lettres charentaises» (2 т., 1865—1866);
- «Question de chemin de fer» (1867).